# Senhor de Barbacena
Senhor de Barbacena é um título nobiliárquico criado por desconhecido em data desconhecida, em favor de Martim Afonso de Melo, 1.º Senhor de Arega de juro e herdade.
Titulares

## Primeira criação
1. Martim Afonso de Melo, 1.º Senhor de Barbacena de juro e herdade, 1.º Senhor de Arega de juro e herdade;
2. Branca de Melo, 2.ª Senhora de Barbacena de juro e herdade;
3. D. Afonso Henriques, 3.º Senhor de Barbacena de juro e herdade;
4. D. Jorge Henriques, 4.º Senhor de Barbacena de juro e herdade;
5. D. Ana Henriques, 5.ª Senhora de Barbacena de juro e herdade;
6. Mécia Henriques de Albuquerque, 6.ª Senhora de Barbacena de juro e herdade;
7. D. Fernando de Faro Henriques, 7.º Senhor de Barbacena de juro e herdade.

## Segunda criação
1. Diogo de Castro do Rio, 1.º Senhor de Barbacena de juro e herdade;
2. Martim de Castro do Rio, 2.º Senhor de Barbacena de juro e herdade;
3. Luís de Castro do Rio, 3.º Senhor de Barbacena de juro e herdade;
4. Jorge Furtado de Mendonça, 4.º Senhor de Barbacena de juro e herdade;
5. Afonso Furtado de Castro do Rio de Mendonça, 5.º Senhor de Barbacena de juro e herdade e 1.º Visconde de Barbacena.